# MolPrint2D
El MolPrint2D o MOLecular fingerPRINT és un mètode de cribratge virtual basat en lligand bidimensional molt utilitzat per la comunitat internacional. Es caracteritza per la seua gran velocitat de càlcul i senzillesa d'implementació.